# Вашківецький парк
Вашківе́цький парк — парк-пам'ятка садово-паркового мистецтва місцевого значення в Україні. Розташований у межах Вижницького району Чернівецької області, в місті Вашківці. 
Площа 5 га. Статус дано згідно з рішенням облвиконкому від 30.05.1979 року № 198. Перебуває у віданні: Вашковецька міська рада. 
Статус надано для збереження парку, заснованого в кінці XIX ст. Зростає 19 видів дерев та чагарників. На території парку розташований колишній садибний будинок Криштофовича.